# Кранцфельд Йосип Мойсейович
Йос́ип Мойсе́йович Кра́нцфельд (1889—1938) — лікар-терапевт; професор медицини (1934).

## Життєпис
Народився 1889 року в Одесі. Син Мойсея Кранцфельда.
1915 року закінчив одеський Новоросійський університет; працював лікарем. В 1919—1920 роках — ординатор Одеських вищих жіночих курсів; від 1920 року — в Одеському медичному інституті. Протягом 1936—1938 років — завідувач пропедевтики терапевтичної клініки; водночас в 1934–1935-х — Завідувач пропедевтики терапевтів, 1935—1936 роках — факультету терапевтичних клінік Одеського виробничого медичного інституту. Від 1934 року — професор.
Основні наукові праці присвячені проблемам внутрішньої медицини.
Серед робіт:
- «Щодо питання про врождені вади серця», 1922
- «Про механізм травматичного пневмотораксу через розрив легені», 1924
- «Щодо питання про лікування великими прийомами заліза», 1926
- «Помилки прижиттєвого діагнозу злоякісних новоутворень», 1927
- «До казуїстики гострого нефрозу», 1928 (співавтор).

Помер 1938 року в Одесі.